# Jean-François de Bourgoing
Jean-François de Bourgoing, barón de Bourgoing (Nevers, 20 de noviembre de 1748 - Carlsbad, 20 de julio de 1811) fue un diplomático y escritor francés, embajador de Francia en España. 

## Biografía
Habiendo concluido sus primarios estudios en el colegio militar de París, fue enviado por el gobierno a Estrasburgo, donde estudió el derecho público, siendo discípulo del célebre doctor Kucler. Después emprendió la carrera militar, fue nombrado secretario de embajada a la edad de 20 años y a poco tiempo encargado de los negocios de Francia cerca de la dieta de Ratisbona. Estuvo después agregado a la embajada de España y quedó de embajador cuando Mr. de Montmorin fue llamado a París en 1777. En 1787 y 1791 le envió la corte de Francia a Hamburgo en calidad de ministro plenipotenciario y después fue a desempeñar las mismas funciones a Madrid. Pudo salvarse de las proscripciones de la revolución francesa que fue cruelísima con los servidores del desgraciado Luis XVI, y aun parece que Bourgoing inspiró al gobierno republicano cierta confianza, pues desempeñó en su ciudad natal el primer empleo municipal durante el reinado del terrorismo. Cuando Bonaparte fue nombrado primer cónsul, le envió a Estocolmo en calidad de ministro plenipotenciorio y en 1808 le escogió para ir a Dresde a tratar de los intereses del gobierno imperial. Se había debilitado su salud y en 1811 fue a tomar las aguas en Carlsbad donde murió en 20 de julio de edad de 65 años. 

## Obra
Hay de él muchas obras siendo estas las escogidas: 
- Nuevo viaje a España o Bosquejo del estado actual de la monarquía, 1789, cinco tom. en 8 con un atlas titulado: Cuadro de la España moderna. Esta misma obra reimpresa en 1807 tuvo mucha aceptación entre los franceses, hasta después del año 1808, en que empezaron a tener pruebas de su carácter. Entonces se desengañaron de que Bourgoing había llenado sus libros de muchas inexactitudes y calumnias contra los españoles, a pesar de haberlos escrito en el seno de la capital de España.
- Memorias históricas y filosóficas sobre Pío VI y su pontificado hasta su retirada a Toscana, 1798 , dos tomos en 8, reimpresas en 1800 y continuadas hasta la muerte de aquel pontífice, obra en que el papa y la corte romana son juzgados generalmente con la ligereza y parcialidad propias de un autor partidario de las doctrinas que en aquellos tiempos dominaban en Francia.
- Historia de los Flibustieres, traducida del alemán Archenholtz, París, 1804, en 8
- Historia de Carlomagno, traducida también de dicho idioma del profesor Hegewisch, 1805 en 8